# Посольство України в Казахстані
Посольство України в Республіці Казахстан — дипломатична місія України в Казахстані, знаходиться в місті Астана.

## Завдання посольства
Основне завдання Посольства України в Астані представляти інтереси України, сприяти розвиткові політичних, економічних, культурних, наукових та інших зв'язків, а також захищати права та інтереси громадян і юридичних осіб України, які перебувають на території Казахстану.
Посольство сприяє розвиткові міждержавних відносин між Україною і Казахстаном на всіх рівнях, з метою забезпечення гармонійного розвитку взаємних відносин, а також співробітництва з питань, що становлять взаємний інтерес. Посольство виконує також консульські функції.

## Історія дипломатичних відносин
16 грудня 1991 року Україна однією з перших визнала незалежність Республіки Казахстан. 23 грудня 1991 року Казахстан визнав Україну незалежною державою. У січні 1992 року МЗС України направило ноту МЗС Казахстану з пропозицією встановити дипломатичних відносин. Нотою від 23 липня 1992 року МЗС Казахстану запропонувало цей обмін нотами вважати Угодою про встановлення дипломатичних відносин між нашими державами..
Посольство України в Республіці Казахстан було відкрито в Алмати в травні 1994 року. У 1997 році Президент Казахстану Нурсултан Назарбаєв підписав Указ про перенесення столиці до міста Акмола (Астана). У зв'язку з чим Україна ухвалила рішення про відкриття в Акмолі відділення Посольства України. У червні 1998 року Посольство України в Астані було урочисто відкрито Президентом України Леонідом Кучмою за адресою проспект Республіки, 25. З того часу у складі Посольства почала роботу торгово-економічна місія України. У січні 2001 року українське посольство переїхало до нової столиці Казахстану — Астани. У старому приміщенні Посольства почало роботу Генеральне консульство України в Алмати.
У вересні 2011 року був створений Український центр науки і культури (УЦНК) при Посольстві України в Казахстані на базі Євразійського національного університету ім. Л. Гумільова.

## Історія колишньої будівлі українського посольства в Астані
Будинок на вул. Кенесари, 41 був споруджений у 1904 році, і після капітального ремонту, проведеного Посольством України, повернув свій первинний облік початку минулого століття. Найстаріший будинок в історичному центрі Астани, відомий як будинок одного із найзаможніших людей міста Акмола, купця Кубріна. З ним пов'язано чимало цікавих сторінок акмолинської історії. В різні часи тут розміщувалися Акмолинське відділення НКВС СРСР, будинок піонерів, обласний краєзнавчий музей. З кінця 2018 року Посольство України в Республіці Казахстан знаходиться за новою адресою: м.Астана, мкрн. Караоткель, вул. Жилой, 12.

## Керівники дипломатичної місії
1. Богатир Віктор Васильович (1994—1999), посол
2. Карташов Євген Григорович (2000—2001)
3. Цибенко Василь Григорович (2001—2005)
4. Селівон Микола Федосович (2006—2010)
5. Дьомін Олег Олексійович (2010—2013)
6. Лазебник Юрій Станіславович (2013—2017) т.п.
7. Джиджора Володимир Григорович (2017—2018) т.п.
8. Кулеба Іван Дмитрович (2018[2]—2019[3])
9. Кобзистий Олег Павлович (2019—2020) т.п.
10. Врублевський Петро Юрійович (2020[4]—2022)
11. Павленко Сергій Миколайович (2022—2025) т.п.[5]
12. Майко Віктор Анатолійович (з 2025[6])

## Генеральне консульство України в Алмати (2001—2014)
Республіка Казахстан 050002, м.Алмати, вул. Макатаєва, 13-а
1. Бай Олег Сергійович (2001—2003)
2. Шидловський Сергій Григорович (2003—2008)
3. Протасова Людмила Михайлівна (2008—2013)[7]
4. Колядин Михайло Сергійович (2013—2014)